# Rhynchostegium obtusatum
Rhynchostegium obtusatum är en bladmossart som beskrevs av Brotherus in Sasaoka 1921. Rhynchostegium obtusatum ingår i släktet näbbmossor, och familjen Brachytheciaceae. Inga underarter finns listade i Catalogue of Life.